# Frederik Christian von Qualen
Frederik Christian von Qualen (født 2. februar 1724 på Vindeby Gods, Slesvig, død 16. november 1792 på Vindeby Gods) var gehejmeråd.
Han var søn af konferensråd Otto von Qualen til Vindeby og Dorothea f. komtesse Ahlefeldt, fødtes 2. februar 1724. Forholdene i hjemmet var meget ulykkelige. Faderen, der endte sindssyg, mishandlede moderen, og begge førte ved Overretten i Glückstadt en proces mod hinanden, der giver et uhyggeligt indblik i deres ægteskabelige liv. Sønnen kom på gymnasiet i Altona, blev 1745 hofjunker, 1749 kammerjunker og 1768 kammerherre. Året i forvejen tiltrådte han besiddelsen af Vindeby. 1769 fik han l'union parfaite og blev 1776 hvid ridder. 1784 blev han gehejmeråd. Han døde 16. november 1792 på Vindeby.
Qualen ægtede 1765 Hilleborg Margrethe komtesse Holck, dekoreret 1768 med l'union parfaite, søster til kong Christian VII's yndling Frederik Vilhelm Conrad Holck og til Margrethe Holck; hun var døbt 13. november 1739 i Orebygårds kapel, døde 6. november 1817 på Christianssæde på Lolland og er kendt fra Jens Baggesens livshistorie.